# Prisión de Adra
La Prisión de Adra (en árabe: سجن عدرا) es una prisión en Siria, en las afueras al noreste de la ciudad de Damasco. Muchos presos civiles y líderes presos políticos han sido recluidos en la cárcel. En 2010, la prisión poseía 7.000 prisioneros, una docena de ellos mujeres. El Washington Post se refirió a la cárcel como "infame". Ghassan Najjar, un ingeniero que fue encarcelado en 1980, según informes, realizó dos huelgas de hambre, una para protestar contra las condiciones en la cárcel, y por sus compañeros de prisión, dijo que fue golpeado tan mal por los guardias que trataban de obligarlo a comer, que sufrió lesiones en la columna.